# Ręczno (Piotrków)
Pour les articles homonymes, voir Ręczno.
Ręczno (prononcé en polonais : [ˈrɛnt͡ʂnɔ]) est un village de la gmina de Ręczno, du powiat de Piotrków, dans la voïvodie de Łódź, situé dans le centre de la Pologne.
Le village est le siège administratif (chef-lieu) de la gmina appelée gmina de Ręczno.
Il se situe à environ 37 kilomètres au sud-est de Piotrków Trybunalski (siège du powiat) et 72 kilomètres au sud de Łódź (capitale de la voïvodie).
Sa population s'élevait à 753 habitants en 2013.

## Administration
De 1975 à 1998, le village était attaché administrativement à l'ancienne voïvodie de Piotrków.

Depuis 1999, il fait partie de la nouvelle voïvodie de Łódź.